# 嵇鏡
嵇鏡（1877年—?）字滌生，江蘇無錫人，清朝官员、中华民国外交官、法学家。

## 生平
嵇鏡毕业于日本早稻田大學。曾任清朝直隶候补知县、宪政编查馆编制局副科员。
中华民国成立后，民国二年（1913年），任中国驻朝鲜新义州领事。1914年，转任中国驻日本神户总领事。1919年，转任中国驻苏联黑河总领事。1926年，回任北京政府外交部政务司司长。 他还曾任北京政府工商部秘書。民國十七年（1928年）六月，任國民政府外交部第一司司長。民国十八年（1929年）一月，任外交部國際司司長。此后还曾任外交部条约委员会委员。抗日战争期间加入汪精卫政权，出任外交部次长、立法院立法委员。